# Мира Ступица
Мирослава Мира Ступица (Гњилане, 17. август 1923 — Београд, 19. август 2016) била је српска позоришна, филмска, и телевизијска глумица. Била је рођена сестра глумцу Бори Тодоровићу и тетка српском глумцу Срђану Жики Тодоровићу.
Једна је од највећих, најбољих и најпознатијих српских глумица у историји југословенске и српске кинематографије, са глумачком каријером која је трајала више од 60 година. Глумила је у преко стотину телевизијских серија, филмова и представа, глумила је у више од 200 позоришних представа. Била је добитница више глумачких награда и признања, као што су Федерална награда од југословенске владе 1949. и Седмојулска награда. Освојила је две награде на Стеријином позорју у Новом Саду, три Златна лауреата у Сарајеву, награду „Љубиша Јовановић” 1986. године у Шапцу, Ступица је била награђена са највишим позоришним признањима и наградама. као што су Добричин прстен 1981. године, награда Јоаким Вујић, 1985, награде за најбољу глумицу Златна арена у Пули 1966. године, као и награда Жанка Стокић, за животно дело и допринос глуми.

## Биографија
Рођена је као најстарије дете Радомира Тодоровића из Орашца и Данице (рођене Станишић) из Ливна. Њени родитељи су у то време као професори гимназије службовали у Гњилану. Породица се касније преселила у Горњи Милановац, где јој је отац умро 1932. године, када је Мира имала девет година. Мајка је потом добила посао у Аранђеловцу где се породица преселила. Осим Мире имали су још два сина који су умрли као деца и још најмлађег, касније познатог глумца Бору Тодоровића.
Већ као ученица београдске Трговачке академије глумила је у школским представама, тада је као средњошколка почела да глуми у представама, постепено је схватила да је глума оно што ће да буде њена животна професија. 1940. године, када је имала 17 година, Мира је била откривена од стране Виктора Старчића. 1941. године, почиње да ради у Народном позоришту у Београду . Њена рана каријера , као млада глумица, као и њен приватни живот тада су били повезани са глумцем Миливојем ’’Мавидом’’ Поповићем, који је био њен први муж, за кога се удала јануара 1943. године. У том браку добила је ћерку Мину, након 4 године брака се развела од њега. Током и после Другог светског рата, Мира је глумила у позориштима у Шапцу и у Нишу у периодима од 1943.− 45. и од 1945.− 47. године, док се није вратила да ради у Народном позоришту у Београду. 1948. године, Мира је почела да глуми у Југословенском драмском позоришту, на позив и идеју Бојана Ступице. У периоду до 1970. године, док је радила у Југословенском драмском позоришту, глумила је периодично или је гостовала у Хрватском народном казалишту, затим Атеље 212 где је гостовала, Београдско драмско позориште и у Црногорском народном позоришту. Највише је глумила у Југословенском драмском позоришту и у Народном позоришту, где се најчешће смењивала и прелазила. Била је у браку са Бојаном Ступицом све до његове смрти 1970. године. 1973. године, удала се за Цвијетина Мијатовића, са којим је била у браку до његове смрти 1993. године.
Била је прво удата за глумца Миливоја Поповића Мавида (1909—1994), а потом за Бојана Ступицу (1910—1970). Као удовица поново се удала за политичара Цвијетина Мијатовића, који је од 1974. до 1984. године био члан Председништва СФРЈ, а од 1980. до 1981. године председник Председништва. Из првог брака има ћерку Милку-Мину, од које има унуку Миу и праунука Максима. Сестра је глумца Боре Тодоровића и тетка глумца Срђана Тодоровића.
Најважнију улогу у њеној каријери има ступање у Југословенско драмско позориште и сусрет са Бојаном Ступицом који има пресудан утицај на сазревање њеног глумачког талента. Током дуге каријере остварила је бројне антологијске улоге, посебно у делима Шоа, Брехта, Држића, Маринковића, Пирандела и Кохоута, што јој је донело бројне награде и признања (међу осталим и Седмојулску награду СР Србије). Остаће запажена њена глума у Госпођи министарки Бранислава Нушића. Играла је, бројне главне улоге, и у Народном позоришту у Београду.
Филмску каријеру је започела у филму Бакоња фра Брне (1951) Ф. Ханжековића. Главне ликове глумила је и у филмовима Јара господа (1953), У мрежи (1956) Б. Ступице, Била сам јача (1953) Г. Гаврина, Стојан Мутикаша (1954) Ф. Ханжековића, Делије (1968) М. Поповића, Крвава бајка (1969) Т. Јанковића, Доручак са ђаволом (1971) М. Антића и Како умрети (1972) М. Стаменковића. Последњу филмску улогу имала је у филму Парада из 2011. године, у режији Срђана Драгојевића. Низ улога одиграла је и на телевизији, где је посебно запажена као Кика Бибић у ТВ-серији Буквар. Добила је Златну арену за најбољу главну женску улогу на Филмском фестивалу у Пули за улогу у филму Рој 1966. године. Добила је награду Добричин прстен 1981, Статуету Јоаким Вујић 1985, Награду Павле Вуисић 2007. и награду за животно дело фестивала „Дани Зорана Радмиловића“ 2013.
Њој у част приређена је изложба „Мира Ступица - глумица века“ у Музеју Народног позоришта 23. септембра 2013. године.
Одликована је Медаљом Белог анђела од стране председника СРЈ др Војислава Коштунице Указом од 28. децембра 2001 за „изузетно лично остварење у области уметности, а поводом 60 година рада и великих глумачких остварења на сценама наше земље”.
До 2015. је живела у стану на Дорћолу, а потом у дому за старе.
Преминула је 19. августа 2016. године, у 94. години живота .

## Филмографија
|                   | 1950 ▼ | 1960 ▼ | 1970 ▼ | 1980 ▼ | 1990 ▼ | 2000 ▼ | 2010 ▼ | Укупно |
| ----------------- | ------ | ------ | ------ | ------ | ------ | ------ | ------ | ------ |
| Дугометражни филм | 7      | 12     | 4      | 1      | 0      | 1      | 1      | 26     |
| ТВ филм           | 1      | 3      | 7      | 1      | 1      | 0      | 0      | 13     |
| ТВ серија         | 0      | 5      | 4      | 5      | 1      | 0      | 0      | 15     |
| ТВ мини серија    | 0      | 0      | 1      | 1      | 0      | 0      | 0      | 2      |
| ТВ кратки филм    | 0      | 1      | 0      | 0      | 0      | 0      | 0      | 1      |
| ТВ кратка серија  | 0      | 0      | 1      | 0      | 0      | 0      | 0      | 1      |
| Укупно            | 8      | 21     | 17     | 8      | 2      | 1      | 1      | 58     |

| Год.       | Назив                                 | Улога                          |
| ---------- | ------------------------------------- | ------------------------------ |
| 1950.-те ▲ |                                       |                                |
| 1951.      | Бакоња фра Брне                       | Маша                           |
| 1953.      | Била сам јача                         | Зора                           |
| 1953.      | Скоројевићи                           | Анка                           |
| 1954.      | Стојан Мутикаша                       | Анђа                           |
| 1955.      | Ханка                                 | Ајкуна                         |
| 1956.      | У мрежи                               | Вишња                          |
| 1957.      | Мали човек                            | Нада                           |
| 1959.      | Дундо Мароје                          | Петруњела                      |
| 1960.-те ▲ |                                       |                                |
| 1960.      | Дан четрнаести                        | Кристина                       |
| 1961.      | Сиромашни мали људи                   |                                |
| 1962.      | Степа                                 | Настасја                       |
| 1964.      | Мушки излет                           | Мирослава                      |
| 1964.      | Народни посланик                      | Павка                          |
| 1966.      | Пре рата                              | Сарка                          |
| 1966.      | Рој                                   | Стијанка                       |
| 1967.      | Палма међу палмама                    | Палма                          |
| 1967.      | Ноћна кафана                          |                                |
| 1967.      | Волите се људи                        |                                |
| 1967.      | Забавља вас Мија Алексић              |                                |
| 1968.      | Делије                                | уплакана мајка                 |
| 1968.      | Сунце туђег неба                      | Роса                           |
| 1968.      | Крвава бајка                          | Пиљкова мајка                  |
| 1968.      | Календар Јована Орловића              | Цаца                           |
| 1968.      | Парничари                             | сељанка                        |
| 1968.      | Максим нашег доба                     |                                |
| 1969.      | Крвава бајка                          | Пиљкова Мајка                  |
| 1969.      | Нека далека свјетлост                 |                                |
| 1969.      | Преко мртвих                          | Христина Петровић              |
| 1969.      | ТВ Буквар                             | Кика Бибић                     |
| 1970.-те ▲ |                                       |                                |
| 1970.      | Мирина ТВ ступица                     |                                |
| 1971.      | Један човек - једна песма             |                                |
| 1971.      | Операција 30 слова                    |                                |
| 1971.      | Све од себе                           |                                |
| 1971.      | Доручак са ђаволом                    | Олга                           |
| 1972.      | Слава и сан                           | мајка                          |
| 1972.      | Неспоразум                            | Марта                          |
| 1972.      | Женски разговори                      |                                |
| 1972.      | Звезде су очи ратника                 | Нана                           |
| 1972.      | Село без сељака                       |                                |
| 1972.      | Глумац је, глумац                     |                                |
| 1972.      | Како умрети                           |                                |
| 1973.      | Самртно пролеће                       | тетка Ема                      |
| 1973.      | Тежак пут                             |                                |
| 1976.      | Посета старе даме                     | Клара Заханасијан              |
| 1976.      | Одлука                                | Душанка                        |
| 1977.      | Зовем се Ели                          | мајка                          |
| 1978.      | Господарев зет (ТВ)                   |                                |
| 1980.-те ▲ |                                       |                                |
| 1981.      | Седам секретара СКОЈ-а (ТВ серија)    | мајка Златка Шнајдера          |
| 1982.      | Шпанац (ТВ серија)                    | мајка Жикице Јовановића Шпанца |
| 1982.      | Приче преко пуне линије               | Рајна                          |
| 1982.      | Саблазан                              | Милошева мајка                 |
| 1983.      | Имењаци (ТВ серија)                   |                                |
| 1985.      | Приче из фабрике                      | Емилија                        |
| 1987.      | Женска прича                          | мајка                          |
| 1989.      | Рањеник                               | стрина                         |
| 1990.-те ▲ |                                       |                                |
| 1990.      | Гала корисница: Атеље 212 кроз векове |                                |
| 1994.      | Отворена врата                        | Кристина Тробозић              |
| 2000.-те ▲ |                                       |                                |
| 2006.      | Седам и по                            | учитељица Милица               |
| 2010.-те ▲ |                                       |                                |
| 2011.      | Парада                                | баба Олга                      |